# Margodadi (Jati Agung)
Margodadi is een bestuurslaag in het regentschap Lampung Selatan van de provincie Lampung, Indonesië. Margodadi telt 2.522 inwoners (volkstelling 2010).